# Salvatore Greco
Salvatore "Ciaschiteddu" Greco (Palermo, 13 de Janeiro de 1923 – Caracas, 7 de Março de 1978) foi um mafioso italiano, chefe do clã Ciaculli. A sua alcunha Ciaschiteddu significa pequeno pássaro, ou jarro de vinho, em siciliano.
"Ciaschiteddu" morreu em Caracas de cirrose hepática.